# نقص التذكير
نقص التذكير هو مصطلح طبي يصف حالة الذكر الذي يظهر جسمه، وخاصة في الأعضاء التناسلية تأثيرات تدل على نقص الأندروجين قبل الولادة (وهو جنين) وتكون أقل شيوعًا في مرحلة البلوغ.
يمكنك النظر إلى virilization للحصول على وصف أكثر تفصيلاً للعملية الطبيعية وحالة الوليد.